# Hamote
Hamote (anglicky Long Island) se nachází ve fjordu Queen Charlotte Sound / Tōtaranui na severním cípu Jižního ostrova Nového Zélandu. Ostrov se nachází asi 35 km severně od Pictonu a cesta na něj trvá asi 30 min lodí.
Maorové zde mívali opevněnou vesnici (pā) a ostrov nazývali Hamote. Když na ostrově v roce 1770 přistál James Cook, přejmenoval jej na Long Island („dlouhý ostrov”). V 19. století byla vegetace ostrova vypálena a na ostrově byla zřízena ovčí farma. Farma časem zanikla a v roce 1926 byl ostrov vyhlášen za přírodní rezervací.
V 80. letech 20. století byl na ostrově vysazen pár kiviů Owenových, který se začal množit a k roku 2020 se na ostrově nachází ža 50 kiviů. Populace je silně ohrožena inbreedingem a podle výzkumu z roku 2017 až 40 % populace tvoří sourozenci.